# Antología musical
Antologia Musical en dubbel-cd med Victor Jaras låtar tillsammans med gruppen Conjunto Concumén utgivet 2001 av Warner Music Chile.

## Låtlista
VOL. 1:
1. "Aquí te traigo una rosa"  [Conjunto Concumén]  (Folklore)  2:51
2. "Paloma quiero contarte" (V. Jara)  2:47
3. "Canción del minero"  [live]  (V. Jara)  4:12
4. "Deja la vida volar"   (V. Jara)  3:26
5. "El cigarrito"   (V. Jara/D. Cortés)  2:41
6. "La remolienda, pieza uno"   (V. Jara)  1:06
7. "El pimiento"   (V. Jara)  3:58
8. "El arado"  (V. Jara)  3:33
9. "La beata" (Folklore)  2:56
10. "A Luis Emilio Recabarren"   (V. Jara)  2:51
11. "Duerme, duerme negrito"   (Folklore)  2:52
12. "Preguntas por Puerto Montt"   (V. Jara)  2:42
13. "El martillo"   (L. Hays/P. Seeger, adapt.: V. Jara)  2:50
14. "Te recuerdo Amanda"   (V. Jara)  2:37
15. "Plegaria a un labrador"  (med Quilapayún)  (V. Jara)  3:04
16. "El derecho de vivir en paz"   (V. Jara)  4:36
17. "Abre la ventana"   (V. Jara)  3:56
18. "La partida"   (V. Jara)  3:27
19. "El niño yuntero"   (M. Hernández/V. Jara)  3:45
20. "Vamos por ancho camino"   (V. Jara/C. Garrido-Lecca)  3:19
21. "Introducción a Las casitas del barrio alto" (V. Jara)  2:19
22. "Las casitas del barrio alto"   (M. Reynolds, adapt.: V. Jara)  2:28
23. "Introducción a Ni chichi ni limoná" (V. Jara)  0:53
24. "Ni chichi ni limoná" (V. Jara)  3:21

VOL. 2:
1. "Qué lindo es ser voluntario"   (V. Jara)  3:30
2. "Oiga pues mijita"   (V. Jara)  2:41
3. "Con el poncho embravecido"  [live]  (Pablo Neruda/S. Ortega)  2:23
4. "En el río Mapocho"   (V. Jara)  3:44
5. "Luchín"   (V. Jara)  3:16
6. "La toma (16 marzo 1967)"   (V. Jara)  6:18
7. "El hombre es un creador"   (V. Jara)  2:14
8. "Herminda de La Victoria"   (V. Jara)  3:59
9. "Preguntitas sobre Dios"  [live]  (A. Yupanqui)  4:39
10. "Introducción a La carta"  (V. Jara)  2:44
11. "La carta"  [live) (V. Parra)  3:57
12. "Danza de los niños"   (V. Jara)  2:48
13. "Poema 15"   (V. Jara)  3:36
14. "Cai cai vilú"   (V. Jara)  3:12
15. "La palmatoria"   (Folklore)  3:16
16. "Manifiesto"   (V. Jara)  4:31
17. "Cuando voy al trabajo"   (V. Jara)  3:54
18. "Aquí me quedo" (Pablo Neruda/V. Jara)  3:03
19. "Arauco"   (V. Jara)  2:51
20. "Se me ha escapado un suspiro"  [Conjunto Concumén]  (Folklore)  3:25